# The Hilliard Ensemble
A Hilliard Ensemble egy angol férfi énekegyüttes, amely az angol énekeskultúra egyik legjelesebb képviselőjének számít. Munkásságuk mind a régi-, mind pedig a kortárs zene területén egyedülálló. Több száz koncertet adnak évente: Európában, az Egyesült Államokban és Japánban a legrangosabb fesztiválokon lépnek fel.
Az együttes az 1980-as években régizenei ensemble-ként vált híressé, amikor az EMI kiadó nagy sikerű felvételeket készített velük. Azonban már a kezdetektől nagy figyelemmel fordultak a kortárs zene felé. A Hilliard Ensemble gyümölcsöző kapcsolata az észt származású Arvo Pärt zeneszerzővel, valamint a müncheni ECM Recordsszal Pärt Passiójának híres, 1988-as felvételével kezdődött. Azóta is rendszeresen adják elő Pärt és más skandináv szerzők műveit. 1994-ben a Hilliard Ensemble zeneszerzői versenyt hirdetett meg: a több száz beérkezett mű közül sok felkerült repertoárjukra, valamint egy dupla lemezt is készítettek belőlük (A Hilliard Songbook).
1994-ben Jan Garbarek norvég szaxofonossal közösen kiadták az 1990-es évek egyik leghíresebb zenei produkcióját, az Officiumot, melyet az egész világon sikert aratott. A következő közös produkciójuk, mellyel egész Európát bejárták, a Mnemosyne volt. Ezek a lemezek mintegy 5000 év zenei anyagát ölelik fel. A ’80-as évek vége óta mintegy 20 önálló lemezük jelent meg az ECM-nél, és körülbelül ugyanennyi CD-n szerepelnek közreműködőként. Ezenkívül még számos lemezt készítettek egyéb kiadóknál is (EMI, Virgin, Coro, Harmonia Mundi). Nevükhöz több filmzene is fűződik.

## Az együttes tagjai
- David James – kontratenor
- Rogers Covey-Crump – tenor
- Steven Harrold – tenor
- Gordon Jones – bariton

Az együttes műsoraiktól függően gyakran 5 vagy 6 főre egészül ki.

## Koncertek Magyarországon
A Hilliard Ensemble már többször is járt Magyarországon. A '90-es években négyszer adtak koncertet hazánkban a norvég szaxofonos Jan Garbarekkel, híres Officium és Mnemosyne c. műsoraikból, amelyeken az együttes által megszólaltatott gregorián, középkori, reneszánsz és kortárs művekre Garbarek improvizált. Ezekre a koncertekre a budapesti Szent István és a pécsi bazilikában került sor. 2003. március 16-án a kecskeméti Kodály Iskolában, a British Council szervezésében léptek fel 5 főre kiegészülve. Legutóbb pedig 2007. augusztus 27-én a váci Fehérek templomában, a Consort Zenei Alapítvány által szervezett Börzsöny Barokk Napok régizenei fesztivál keretében adtak nagy sikerű koncertet, amelyen Dufay 'Se la face ay pale' miséje, Josquin motettái és a St. Martial kódexből származó középkori énekek hangzottak el.

## Felvételek
Az együttes fennállásának négy évtizede során számtalan felvételt készített különböző neves kiadóknál. Nevük az EMI felvételei révén vált világhírűvé, de később a Harmonia mundi és más kisebb kiadók is készítettek velük lemezeket. A '80-as évek vége óta kiadójuk a világ talán legjelesebb kortárs-, klasszikus és jazz-zenei kiadója, a müncheni ECM Records. Mintegy 20 szólólemez, a Jan Garbarekkel készített Officium és Mnemosyne, valamint Arvo Pärt és más kortárs szerzők lemezei alkotják az együttes ECM-diszkográfiáját. Itt vették fel továbbá az együttes számára íródott zeneművekből álló A Hilliard Songbookot is. Az ECM Records és alapítója-vezetője, Manfred Eicher egyediségére jellemző tény, hogy a náluk megjelent Hilliard-lemezek nagy részét ugyanazon a helyszínen, az ausztriai Propstei St. Gerold monostorában vették fel. Az ottani templom nagyszerű akusztikája karakteres és összetéveszthetetlen hangzást kölcsönöz az ECM-nél megjelent Hilliard-lemezeknek.
Említést érdemel még a Coro által kiadott Hilliard Live sorozat, amely az együttes legjobb koncertjeiből válogat. 
Az alábbi diszkográfia az együttes legfőbb lemezeit tartalmazza. Ezeken kívül kisebb kiadóknál még több lemezük is megjelent. A lemezek mellett a rec. a felvétel, a rel. a kiadás évét jelöli. Több lemezt később más kiadók neve alatt adtak ki, például a régi EMI felvételek jelenleg a Virgin katalógusában kaphatók. a w/ közreműködő előadót jelöl.

### EMI (jelenleg Virgin Classics)
- Power: Masses & Motets (rec. 1980)
- Dunstable: Motets (rec. 1982)
- Josquin: Motets and Chansons (rec. 1983)
- Schütz: St. Matthew Passion (rec. 1983)
- Lassus: Motets, Stabat Mater, Chansons (rec. 1983)
- Byrd: Masses (rec. 1983)
- J.S. Bach: Motets (rec. 1984)
- Ockeghem: Requiem / Missa Mi-Mi (rec. 1984)
- Palestrina: Canticum canticorum / Motets Book IV / Spiritual Madrigals (rec. 1984)
- Schütz: Schwanengesang – Opus Ultimum (rec. 1984)
- Dufay: Missa L'homme armé / Motets (rec. 1986)
- Byrd: Songs of Sundrie Natures – w/ London Baroque (rec. 1986)
- Draw on Sweet Night – English Madrigals (rec. 1987)
- Ockeghem: Missa Prolationum and Marian Motets (rec. 1988)
- Dowland: Ayres (rec. 1988)
- Josquin Desprez: Missa Hercules Dux Ferrariae, etc. (rec. 1989)
- Pierre de la Rue: Missa Cum iocunditate / Motets (rec. 1990)
- The Old Hall Manuscript (rec. 1990)
- Introitus w/ Hesperion XX (rec. 1990)
- Spanish and Mexican Renaissance Vocal Music /Music in the Age of Columbus / Music in the New World (rec. 1991)
- Italian & English Renaissance Madrigals (rec. ?)

### Harmonia mundi
- Medieval English Music (rec. 1982)
- Rore: Le Vergine (rec. 1982)
- The Singing Club – Ravenscroft / Lawes / Purcell / Arne (rec. 1984)
- Sumer is Icumen in – Medieval English Songs (rec. 1984)

### ECM
- Tallis: The Lamentations of Jeremiah (rec. 1986)
- Arvo Pärt: Arbos (rec. 1987) w/ több más előadóval
- Perotin (rec. 1988)
- Arvo Pärt: Passio (rec. 1988)
- Gesualdo: Tenebrae (rec. 1990)
- Arvo Pärt: Miserere (rec. 1990)
- Walter Frye (rec. 1992)
- Codex Speciálník (rec. 1993)
- Giya Kancheli: Abii ne viderem w/ több más előadóval
- Lassus (rec. 1993)
- Officium w/ Jan Garbarek (rec. 1993 rel. 1994)
- Gavin Bryars: Vita Nova
- Arvo Pärt: Litany
- A Hilliard Songbook
- Mnemosyne w/ Jan Garbarek (rel. 1997)
- In Paradisum – Victoria: Officium defunctorum / Palestrina (rel. 2000)
- Machaut: Motets (rel. 2004)
- Bach-Webern: Ricercar w/ Munich Chamber Orchestra – Christoph Poppen
- Morimur (J.S. Bach) w/ Christoph Poppen
- Nicholas Gombert: Missa Media Vita In Morte Sumus (rel. 2006)
- Bach: Motetten (rel. 2007)

### Coro / Hilliard Live
- Perotin and the Ars Antiqua (rec. 1996)
- For Ockeghem (rec. 1997)
- Antoine Brumel (rec. 1997)
- Guillaume Dufay – Missa Se la face ay pale (rec. 1998)

## Külső hivatkozások
- Az együttes honlapja Archiválva 2015. augusztus 28-i dátummal a Wayback Machine-ben
- ECM Records – az együttes kiadójának honlapja
- Az együttes koncertje a Börzsöny Barokk Napok keretében[halott link]
- Kritika az együttes magyarországi koncertjéről (Muzsika)
- Propstei St. Gerold monostor – az együttes lemezfelvételeinek leggyakoribb helyszíne